# Светско првенство у воденим спортовима 1973.
Прво Светско првенство у воденим спортовима се одржало од 31. августа до 9. септембра 1973. у СРЦ Ташмајдан и СЦ Кошутњак у Београду, СФР Југославија.

## Биланс медаља
Земља домаћин 
| Ранг   | Држава           | Злато | Сребро | Бронза | Укупно |
| 1      | САД              | 15    | 16     | 7      | 38     |
| 2      | Источна Немачка  | 13    | 6      | 9      | 28     |
| 3      | Италија          | 2     | 1      | 2      | 5      |
| 4      | Мађарска         | 2     | 1      | 1      | 4      |
| 4      | Шведска          | 2     | 1      | 1      | 4      |
| 6      | Канада           | 1     | 3      | 2      | 6      |
| 7      | Аустралија       | 1     | 2      | 2      | 5      |
| 8      | Велика Британија | 1     | 0      | 1      | 2      |
| 9      | Совјетски савез  | 0     | 4      | 1      | 5      |
| 10     | Холандија        | 0     | 1      | 1      | 2      |
| 11     | Чехословачка     | 0     | 1      | 0      | 1      |
| 11     | Француска        | 0     | 1      | 0      | 1      |
| 13     | Јапан            | 0     | 0      | 6      | 6      |
| 14     | Западна Немачка  | 0     | 0      | 3      | 3      |
| 15     | Југославија      | 0     | 0      | 1      | 1      |
| Укупно | Укупно           | 37    | 37     | 37     | 111    |

## Резултати

### Скокови у воду
Мушкарци
| Дисциплина | Злато               | Сребро              | Бронза            |
| Даска 3 м  | Фил Богс (САД)      | Клаус Дибиаси (ИТА) | Кит Расел (САД)   |
| Торањ 10 м | Клаус Дибиаси (ИТА) | Кит Расел (САД)     | Фалк Хофман (GDR) |

Жене
| Дисциплина | Злато              | Сребро               | Бронза                |
| Даска 3 м  | Криста Кулер (GDR) | Улрика Напе (ШВЕ)    | Марина Јанике (GDR)   |
| Торањ 10 м | Улрика Напе (ШВЕ)  | Милена Дучкова (ЧЕШ) | Ирина Каљињина (СССР) |

### Пливање
Мушкарци
| Дисциплина       | Злато                                                                        | Сребро                                                                                 | Бронза                                                                      |
| 100 м слободно   | Џим Монтгомери (САД)                                                         | Михел Розе (FRA)                                                                       | Мајкл Венден (АУС)                                                          |
| 200 м слободно   | Џим Монтгомери (САД)                                                         | Курт Крумхолц (САД)                                                                    | Роџер Пител (GDR)                                                           |
| 400 м слободно   | Рик Димонт (САД)                                                             | Бред Купер (АУС)                                                                       | Бенгт Гингтју (ШВЕ)                                                         |
| 1500 м слободно  | Стивен Холанд (АУС)                                                          | Рик Димонт (САД)                                                                       | Бред Купер (АУС)                                                            |
| 100 м леђно      | Роланд Матес (GDR)                                                           | Мајк Стем (САД)                                                                        | Луц Вања (GDR)                                                              |
| 200 м леђно      | Роланд Матес (GDR)                                                           | Золтан Верасзто (МАЂ)                                                                  | Џон Набер (САД)                                                             |
| 100 м прсно      | Џон Хенкен (САД)                                                             | Михајл Крујукин (СССР)                                                                 | Нобутака Тагучи (ЈАП)                                                       |
| 200 м прсно      | Дејвид Вилки (ВБ)                                                            | Џон Хенкен (САД)                                                                       | Нобутака Тагучи (ЈАП)                                                       |
| 100 м делфин     | Брус Робертсон (КАН)                                                         | Џо Ботом (САД)                                                                         | Робин Бакхаус (САД)                                                         |
| 200 м делфин     | Робин Бакхаус (САД)                                                          | Стив Грег (САД)                                                                        | Хартмут Флукнер (GDR)                                                       |
| 200 м мешовито   | Гунар Ларсон (ШВЕ)                                                           | Стен Карпер (САД)                                                                      | Дејвид Вилки (ВБ)                                                           |
| 400 м мешовито   | Андријас Харгитај (МАЂ)                                                      | Род Страхан (САД)                                                                      | Рик Колела (САД)                                                            |
| 4×100 м слободно | Сједињене Државе · Мел Неш · Џо Ботом · Џим Монтгомери · Џон Марфи           | Совјетски Савез · Игор Гривеников · Виктор Абојмов · Владимир Кривтсов · Владимир Буре | Источна Немачка · Роланд Матес · Роџер Пител · Петер Брух · Хартмут Флукнер |
| 4×200 м слободно | Сједињене Државе · Курт Крумхолц · Робин Бакхаус · Рик Клат · Џим Монтгомери | Аустралија · Џон Куласалу · Стив Беџер · Бред Купер · Мајкл Венден                     | Западна Немачка · Клаус Стеинбах · Вернер Лампе · Петер Ноке · Волкер Меув  |
| 4×100 м мешовито | Сједињене Државе · Мајк Стем · Џон Хенкен · Џо Ботом · Џим Монтгомери        | Источна Немачка · Роланд Матес · Јурген Глас · Хартмут Флукнер · Роџер Пител           | Канада · Иан Мекензи · Питер Хардлитчка · Брус Робертсон · Брајан Филипс    |

Жене
| Дисциплина       | Злато                                                                            | Сребро                                                                           | Бронза                                                                           |
| 100 м слободно   | Корнелија Ендер (GDR)                                                            | Шерли Бабашоф (САД)                                                              | Енит Бригита (ХОЛ)                                                               |
| 200 м слободно   | Кина Ротхамер (САД)                                                              | Шерли Бабашоф (САД)                                                              | Андреа Ајфе (GDR)                                                                |
| 400 м слободно   | Хедер Гринвуд (САД)                                                              | Кина Ротхамер (САД)                                                              | Новела Калијарис (ИТА)                                                           |
| 800 м слободно   | Новела Калијарис (ИТА)                                                           | Џо Харшбаргер (САД)                                                              | Гудрун Вегнер (GDR)                                                              |
| 100 м леђно      | Улрике Рихтер (GDR)                                                              | Мелиса Белоти (САД)                                                              | Венди Кук (КАН)                                                                  |
| 200 м леђно      | Мелиса Белоти (САД)                                                              | Енит Бригита (ХОЛ)                                                               | Андреа Гиармати (МАЂ)                                                            |
| 100 м прсно      | Ренате Фогел (GDR)                                                               | Лиубов Русанова (СССР)                                                           | Brigitte Schuchardt (GDR)                                                        |
| 200 м прсно      | Ренате Фогел (GDR)                                                               | Ханелоре Анке (GDR)                                                              | Лин Корела (САД)                                                                 |
| 100 м делфин     | Корнелија Ендер (GDR)                                                            | Розмари Котер (GDR)                                                              | Мајуми Аоки (ЈАП)                                                                |
| 200 м делфин     | Розмари Котер (GDR)                                                              | Розвита Бајнер (GDR)                                                             | Лин Колела (САД)                                                                 |
| 200 м мешовито   | Андреа Вубнер (GDR)                                                              | Корнелија Ендер (GDR)                                                            | Кети Хеди (САД)                                                                  |
| 400 м мешовито   | Гудрун Вегнер (GDR)                                                              | Ангела Франке (GDR)                                                              | Новела Калијарис (ИТА)                                                           |
| 4×100 м слободно | Источна Немачка · Корнелија Ендер · Андреа Ајфе · Андреа Вубнер · Силвија Ејхнер | Сједињене Државе · Ким Пејтон · Кети Хеди · Хедер Гринвуд · Шерли Бабашорф       | Западна Немачка · Јута Вебер · Хајдмари Рајнек · Гудрун Бекман · Ангела Стајнбах |
| 4×100 м мешовито | Источна Немачка · Улрике Рихтер · Ренате Фогел · Розмари Котер · Корнелија Ендер | Сједињене Државе · Мелиса Белоти · Марција Мореј · Дина Дирдурф · Шерли Бабашорф | Западна Немачка · Ангелика Грајсер · Петра Науз · Гудрун Бекман · Јута Вебер     |

### Синхроно пливање
Жене
| Дисциплина         | Злато | Сребро | Бронза                                                                                    |
| Појединачан састав | Тереза Андерсен (САД) | Џоџо Каријер (КАН) | Јунко Хасуми (ЈАП)                                                                        |
| Парови састав      | Тереза Андерсен (САД) · Гејл Џонсон (САД)                                                                                           | Џоџо Каријер (КАН) · Маделајн Рамзи (КАН)                                                                                       | Масако Фуџивара (ЈАП) · Јасуко Фуџивара (ЈАП)                                             |
| Екипни састав      | Сједињене Државе · Тереза Андерсен · Сузан Барос · Робин Карен · Џеки Даглас · Гејл Џонсон · Денс Мур · Аманда Нориш · Сузене Рендл | Канада · Мишел Калкинс · Франциз Хамбрук · Деби Хамфреј · Лорејн Никол · Гејл Пејџ · Керол Стјуарт · Сузан Томас · Лаура Вилкин | Јапан · Масако Фуџивара · Јасуко Фуџивара · Јунко Хасуми · Јасуко Унесаки · — · — · — · — |

### Ватерполо
Мушкарци
| Дисциплина | Злато    | Сребро          | Бронза      |
| Екипно     | Мађарска | Совјетски савез | Југославија |

## Учесници
У такмичењу је учествовало 47 нација.
| - Аргентина - Аустралија - Аустрија - Белгија - Бразил - Бугарска - Канада - Колумбија - Чехословачка - Источна Немачка - Еквадор - Египат - Финска | - Француска - Уједињено Краљевство - Грчка - Мађарска - Иран - Италија - Јамајка - Јапан - Мексико - Холандија - Нови Зеланд - Норвешка - Папуа Нова Гвинеја | - Перу - Пољска - Порторико - Румунија - Совјетски Савез - Шпанија - Шведска - Швајцарска - Тунис - Турска - Сједињене Америчке Државе - Венецуела - Западна Немачка | - Југославија |  |